# Carlo Baravalle (scrittore)
Carlo Baravalle (Como, 21 gennaio 1826 – Milano, 11 febbraio 1900) è stato uno scrittore italiano.
Nel 1848 fu espulso dall'Università di Padova perché partecipò ai moti rivoluzionari dello stesso anno; nel 1860 divenne professore di scuola media. La sua fama è dovuta soprattutto alla stesura delle Satire, scritte sotto lo pseudonimo di Anastasio Buonsenso, che condividano l'ispirazione moralistica di quelle del Parini.
Il Parco della Resistenza a Milano era intitolato a suo nome fino al 2013.

## Opere principali
- Cosette del core, 1863
- La leggenda del maestro rurale, 1879
- Fioretti educativi d'un vecchio maestro, 1891